# Pseudophilautus maia
Espèce
Synonymes
- Philautus maia Meegaskumbura, Manamendra-Arachchi, Schneider & Pethiyagoda, 2007

Statut de conservation UICN

 EX  : Éteint
Pseudophilautus maia est une espèce éteinte d'amphibiens de la famille des Rhacophoridae.

## Répartition
Cette espèce était endémique du Sri Lanka. Elle a été décrite en 2007 à partir d'échantillons collectés en 1876 par Günther,.
Cette espèce est considérée comme éteinte au regard des critères de la liste rouge de l'UICN.

## Description
L'holotype de Pseudophilautus maia était une femelle mesurant 44,6 mm. Ses œufs mesuraient environ 4 mm de diamètre sur 4,8 mm de longueur.

## Étymologie
Son nom d'espèce, du grec maia, « petite mère », lui a été donné en référence à la protection que l'holotype semble avoir apportée à ses œufs. Ces derniers, une quinzaine, se trouvaient en effet sous le ventre de la femelle.

## Publication originale
- Meegaskumbura, Manamendra-Arachchi, Schneider & Pethiyagoda, 2007 : New species amongst Sri Lanka’s extinct shrub frogs (Amphibia: Rhacophoridae: Philautus). Zootaxa, no 1397, p. 1-15 (texte intégral).